# 塔伊万
塔伊万（波蘭語：Tajwan）是波兰中北部庫亞維-波美拉尼亞省圖霍拉縣圖霍拉鄉村庄。位於圖霍拉北約6公里，比得哥什北約61公里，斯托布诺湖南岸。斯托布诺在其西南。
塔伊萬此一地名與台灣的波蘭語拼寫相同。